# Faten Yahiaoui
Pour les articles homonymes, voir Yahiaoui.
Faten Yahiaoui (arabe : فاتن يحياوي), née le 1er mai 1985, est une handballeuse tunisienne. Elle mesure 1,75 m.

## Palmarès
- Championnat d'Afrique des nations :
  - Vainqueur : 2014[1]